# Кралско географско дружество
Кралското географско дружество (на английски: Royal Geographical Society) е английско научно дружество, основано през 1830 г. като Лондонско географско дружество (на английски: Geographical Society of London) с цел развитие на географската наука под покровителството на краля Уилям IV.
В него се сливат Дружеството за съдействие на откриването на вътрешните области на Африка (на английски: Association for Promoting the Discovery of the Interior Parts of Africa), известно също като Африканско дружество (на английски: African Association, основано от Джоузеф Банкс през 1788 г.), Клуб „Роли“ (на английски: Raleigh Club) и Палестинското дружество (на английски: Palestine Association). Дружеството получава кралски привилегии от кралица Виктория през 1859 г.